# Homer E. Newell Jr.
Pour les articles homonymes, voir Newell.
Homer Edward Newell Jr. (né le 11 mars 1915 à Holyoke et mort le 18 juillet 1983 à Alexandria) est un professeur de mathématiques et fonctionnaire américain.
Il devient administrateur scientifique du gouvernement des États-Unis, atteignant finalement la troisième position à la National Aeronautics and Space Administration (NASA). Ainsi, au début des années 1960, il contrôle ou influence pratiquement toutes les missions spatiales non militaires sans équipage américaines.